# Horisme albostriata
Horisme albostriata là một loài bướm đêm trong họ Geometridae.